# Cheta
Cheta (rusky Хета) je řeka v Krasnojarském kraji v Rusku. Je 604 km dlouhá. Povodí má rozlohu 100 000 km².

## Průběh toku
Vzniká soutokem Ajanu a Ajakli, které pramení na planině Putorana. Teče přes Severosibiřskou nížinu a poblíž ústí se větví na ramena. Jezernatost činí 4,8 %. Je levou zdrojnicí Chatangy.

### Přítoky
- zleva – Boganida
- zprava – Bojarka, Majmeča

## Vodní stav
Zdrojem vody jsou sněhové a dešťové srážky. Průměrný roční průtok vody činí přibližně 1370 m³/s. Zamrzá na konci září až na začátku října a rozmrzá na konci května až v první polovině června.

## Využití
Řeka je vhodná pro vodní dopravu. Využívá se k rybářství (coregonus muksun, síh malý, stenodus leucichthys nelma).